# کیم هیون جین
کیم هیون جین (انگلیسی: Kim Hyun-jin؛ زادهٔ ۲۴ اوت ۱۹۹۶) بازیگر و مدل اهل کره جنوبی است. وی از سال ۲۰۱۵ میلادی تاکنون مشغول فعالیت بوده‌است.